# Нирка (річка)
Ни́рка (Закат) — річка в Україні, яка протікає на півночі Шепетівського району Хмельницької області. Ліва притока Жарихи (басейн Дніпра).

## Опис
Довжина 19 км. Площа водозбірного басейну 64 км². Річкова долина переважно неширока і неглибока. Споруджено кілька ставків. Приток мало, тому річка маловодна.  

## Розташування
Нирка бере початок на захід від села Нараївка. Тече на схід, у пригирловій частині — на північний схід. Впадає до Жарихи на північний схід від села Красносілка. 
Над річкою розташовані села: Нараївка, Великий Скнит, Рівки, Шатерники, Малий Скнит та Красносілка. 